# Bernd Freytag von Loringhoven
Bernd Freytag von Loringhoven (ur. 6 lutego 1914 w Arensburgu, zm. 27 lutego 2007 w Monachium) – major Wehrmachtu podczas II wojny światowej, adiutant szefów sztabu Oberkommando des Heeres: generałów Heinza Guderiana i Hansa Krebsa (1944–1945). Generał Bundeswehry. Ojciec Arndta Freytaga von Loringhovena.

## Młodość
Pochodził ze starego rodu szlacheckiego Niemców bałtyckich z Inflant, tytuł szlachecki w jego rodzinie pochodzi z XII wieku. Po pierwszym roku studiów prawniczych na Uniwersytecie Albrechta w Królewcu w 1933 roku wstąpił do Reichswehry.

## II wojna światowa
Brał udział w bitwie stalingradzkiej, za udział w walkach odznaczony Krzyżem Niemieckim, wydostał się z okrążenia jednym z ostatnich odlatujących z miasta samolotów Luftwaffe. Od lipca 1944 do 29 kwietnia 1945 adiutant szefa sztabu Oberkommando des Heeres gen. Heinza Guderiana i jego następcy - gen. Hansa Krebsa.

## Berlin 1945
W kwietniu 1945 roku został oficerem personelu odpowiedzialnego za przygotowanie raportów dla Adolfa Hitlera. Ta praca wymagała stałej obecności w otoczeniu Hitlera. Po 23 kwietnia 1945, kiedy łączność ze schronem Hitlera zaczęła szwankować, musiał improwizować i opierał swoje raporty wywiadu o informacje, jakie udało się zebrać z agencji Reuters i BBC. Wieczorem 29 kwietnia, opuścił schron Hitlera z Gerhardtem Boldtem i podpułkownikiem Rudolfem Weissem. Wcześniej tego samego dnia rano zapytał Krebsa, czy on i Boldt mogą opuścić Berlin. Krebs rozmawiał z gen. Wilhelmem Burgdorfem, aby uzyskać jego zgodę. Burgdorf zgodził się, ale wskazał, że powinien ją podejmować asystent Weissa. W południe Hitler zgodził się na opuszczenie przez nich Berlina.

## Po wojnie
Po opuszczeniu Berlina został schwytany przez wojska brytyjskie i był przez dwa lata jeńcem wojennym. Nie został uznany za zbrodniarza wojennego. Po zwolnieniu z niewoli w 1947 roku, zamieszkał w Monachium, gdzie pracował jako wydawca. Następnie wstąpił do Bundeswehry. W 1956 roku i osiągnął stopień generała. Później został mianowany zastępcą Generalnego Inspektora Sił Zbrojnych. W 1973 r. odszedł z wojska. W chwili śmierci był jednym z trzech ostatnich świadków wydarzeń w schronie Hitlera pod koniec II wojny światowej.